# 希羅凱 (日梅林卡區)
49°4′45″N 27°45′13″E / 49.07917°N 27.75361°E
希羅凱（烏克蘭語：Широке），是烏克蘭西南部文尼察州日梅林卡區巴尔市镇的村落。面積0.25平方公里，海拔高度279米，2001年人口147，人口密度每平方公里588人。